# Eurylabus dholadharensis
Eurylabus dholadharensis là một loài tò vò trong họ Ichneumonidae.